# Barakpur

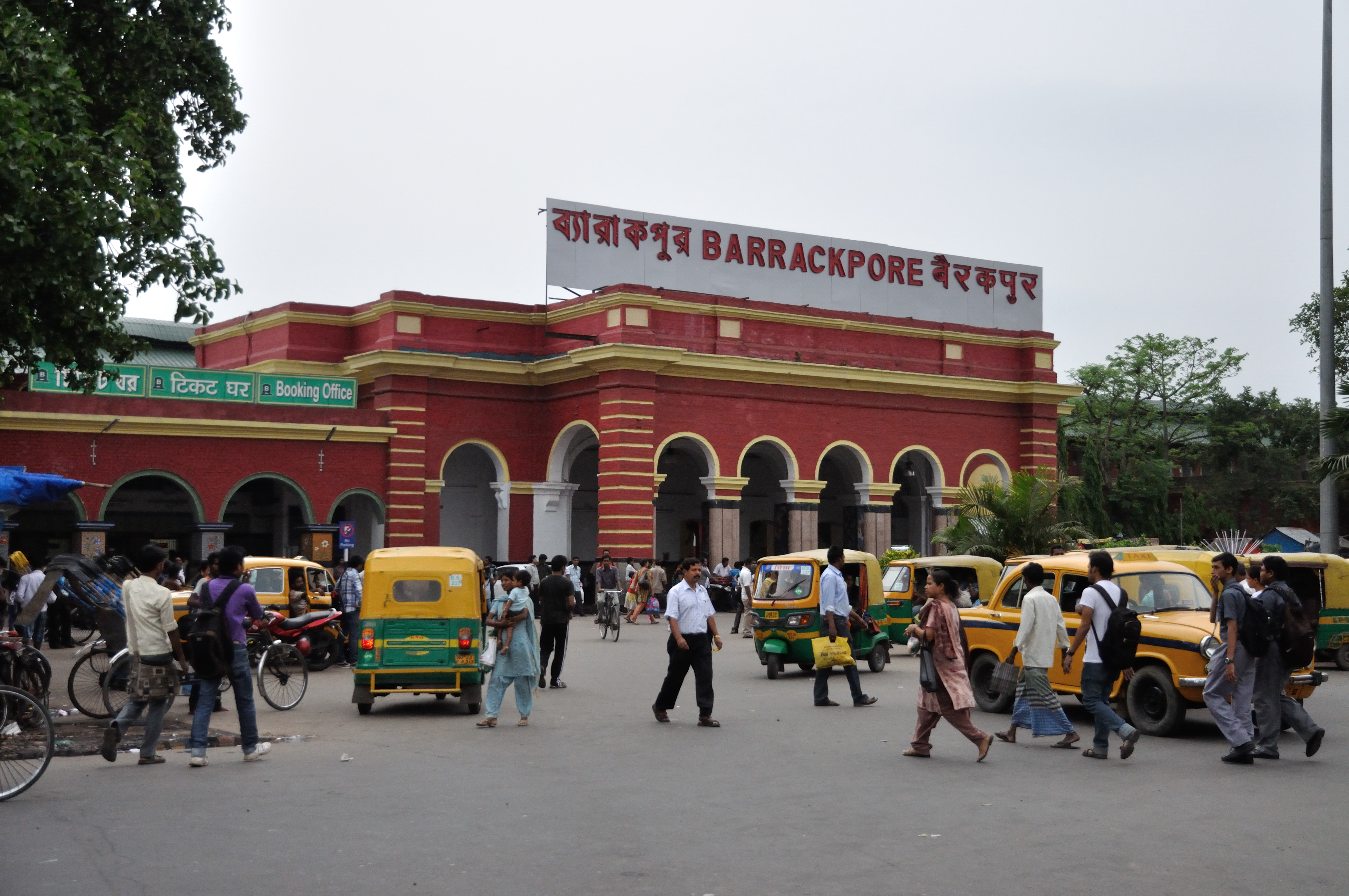
Bahnhof von Barakpur, 2012

Barakpur (Bengalisch: বারাকপুর, Bārākpur; Englisch: Barrackpore) ist ein Ort im indischen Bundesstaat Westbengalen mit etwa 154.000 Einwohnern (Volkszählung 2011).

## Lage
Barakpur liegt nördlich von Kolkata im Distrikt North 24 Parganas am Hugli und ist Teil der Metropolregion Kolkata. Die Stadt hat eine durchschnittliche Höhe von 15 Metern über NN. Es ist Verwaltungssitz des gleichnamigen Subdistrikts im Distrikt North 24 Parganas und ist außerdem Sitz einer der Diözesen der Church of North India.

## Geschichte
Vor 1772 wurde Barakpur als Chanak bezeichnet. Der Name Barakpur leitet sich vermutlich vom englischen Wort „barrack“ (dt.: Baracke) ab. Die Stadt erhielt diesen Namen, weil es einer der ersten großen militärischen Stützpunkte der Britischen Ostindien-Kompanie im Osten des indischen Subkontinents war. Die ersten militärischen Niederlassungen in dieser Region entstanden 1772. Verschiedentlich wird jedoch auch darauf hingewiesen, dass Barakpur während der Mogulenherrschaft unter Aurangzeb ein Zentrum war, in dem die traditionelle Steuer „khajna“ eingesammelt wurde und dass die Stadt zu dieser Zeit Barbakpur hieß. Mit der Zeit wurde daraus Barakpur, und die Ähnlichkeit mit dem englischen Wort „barrack“ sei rein zufällig.
Die Stadt war Zentrum zweier Aufstände gegen die britische Oberherrschaft. 1824 rebellierten die Sepoys unter Binda Tiwari in der Folge des desaströsen Ersten Anglo-Birmanischen Krieges, der Aufstand wurde brutal niedergeschlagen. 1857 rebellierte der Sepoy Mangal Pandey gegen britische Befehle und verletzte zwei britische Offiziere schwer. Dieser Vorfall gilt als unmittelbarer Auslöser des Indischen Aufstands von 1857.